# Mitsubishi Ki-109
Ki-109 — тяжелый двухмоторный барражирующий истребитель-перехватчик цельнометаллической конструкции.
Разработан под руководством Кюнодзо Озава на базе тяжелого бомбардировщика «Тип 4» («Мицубиси» Ки-67/«Хирю»). Первый полет прототипа состоялся в феврале 1944 года.

## Тактико-технические характеристики
Технические характеристики
- Экипаж: 4 человека
- Длина: 17,95 м
- Размах крыла: 22,5 м
- Высота: 5,8 м
- Площадь крыла: 65,85 м²
- Масса пустого: 7 424 кг
- Нормальная взлётная масса: 10 800 кг
- Силовая установка: 2 × радиальный Mitsubishi Ha-104
- Мощность двигателей: 2 × 1 900 л.с. (2 × 1 417 кВт)

Лётные характеристики
- Максимальная скорость: 550 км/ч
- Крейсерская скорость: 410 км/ч
- Практическая дальность: 2 200 км
- Практический потолок: 12 000 м
- Скороподъёмность: 8,6 м/с
- Нагрузка на крыло: 164 кг/м² (расч.)
- Тяговооружённость: 262 Вт/кг (расч.)

Вооружение
- Стрелково-пушечное:  
  - 1 × 75 мм пушка Тип-88
  - 1 × 12,7 мм пулемёт Тип 1 в хвостовой точке, оборонительный